# Wouldn't Change a Thing
»Wouldn't Change a Thing« je drugi singl z drugega glasbenega albuma avstralske pevke Kylie Minogue, Enjoy Yourself. Singl je izšel 24. julija 1989, napisala pa ga je skupina britanskih tekstopiscev, Stock Aitken Waterman.

## Ozadje
V Združenem kraljestvu so kot B-stran pesmi »Wouldn't Change a Thing« izdali pesem »It's No Secret«, ki so jo leta 1988 kot singl izdali v Avstraliji, Severni Ameriki, na Japonskem in Novi Zelandiji. To pesem so izdali kot peti singl z debitantskega glasbenega albuma Kylie Minogue, Kylie, vendar so jo nameravali vključiti tudi na album Enjoy Yourself; na začetku kot prvi singl z albuma, vendar so kasneje kot glavni singl z albuma izdali pesem »Hand on Your Heart«, zato so prvo izdali kot B-stran pesmi »Wouldn't Change a Thing«.
Singl so v Veliki Britaniji še v času, ko Kylie Minogue še ni končala s snemanjem albuma Enjoy Yourself, zelo promovirali, in sicer v sklopu promocije njenega prvega filma, The Delinquents.

## Videospot
V videospotu za pesem Kylie Minogue nastopi kot igriva mlada ženska, ki uživa na vrtu pred neko hišo v Londonu, med temi scenami pa se prikazujejo še prizori izvajanja formalne in navadne koreografije, posneti v profesionalnem studiu. V videospotu nosi kratke kavbojke in črno majico ali večerno obleko z bisernim nakitom. Njeni spremljevalni plesalci so v videospotu oblečeni v bolj preprosta oblačila.

## Nastopi v živo
Kylie Minogue je s pesmijo nastopila na naslednjih koncertnih turnejah:
- Disco in Dream/The Hitman Roadshow
- Enjoy Yourself Tour
- Rhythm of Love Tour
- Let's Get to It Tour
- On a Night Like This Tour (del njene točke več uspešnic naenkrat)

Poleg tega je pesem leta 2001 izvedla tudi v televizijski specijalki An Audience with Kylie, kjer je izvedla več uspešnic naenkrat.

## Dosežki na lestvicah
V Veliki Britaniji je bila pesem »Wouldn't Change a Thing« tretji zaporedni singl Kylie Minogue, ki je debitiral na drugem mestu britanske glasbene lestvice. Za razliko od svojih predhodnikov pa se v naslednjih tednih na lestvici ni povzpel na vrh. Na avstralski glasbeni lestvici je singl zasedel šesto mesto, na finski pa osmo. Pesem se je uvrstila med prvih trideset pesmi na vseh lestvicah, na katere se je uvrstila.

## Seznam verzij
CD s singlom
1. »Wouldn't Change a Thing« – 3:14
2. »Wouldn't Change a Thing« (remix Your Thang) – 7:10
3. »Je Ne Sais Pas Pourquoi« (remix The Revolutionary) – 7:16

Gramofonska plošča s singlom
1. »Wouldn't Change a Thing« – 3:14
2. »It's No Secret« – 3:55

Britanska gramofonska plošča s singlom
1. »Wouldn't Change a Thing" (remix Your Thang) – 7:10
2. »It's No Secret" (razširjena različica) – 5:46
3. »Wouldn't Change a Thing« (inštrumentalna različica) – 3:17

Britanska gramofonska plošča z remixi
1. »Wouldn't Change a Thing« (Espagnov remix) – 5:51
2. »It's No Secret« (razširjena različica) – 5:46
3. »Wouldn't Change a Thing« (inštrumentalna različica) – 3:17

Avstralski CD s singlom
1. »Wouldn't Change a Thing« (remix Your Thang) – 7:10
2. »Wouldn't Change a Thing« – 3:17
3. »Turn It into Love« – 3:37

## Dosežki
| Lestvica (1989)                        | Dosežek |
| -------------------------------------- | ------- |
| Avstralija (ARIA)                      | 6       |
| Evropa (Eurochart Hot 100 Singles)     | 11      |
| Finska (Suomen virallinen lista)       | 8       |
| Francija (SNEP)                        | 19      |
| Nemčija (Media Control Charts)         | 24      |
| Nova Zelandija (RIANZ)                 | 21      |
| Švedska (Sverigetopplistan)            | 26      |
| Švica (Schweizer Hitparade)            | 27      |
| Združeno kraljestvo (UK Singles Chart) | 2       |

| Leto | Lestvica                            | Dosežek |
| ---- | ----------------------------------- | ------- |
| 1989 | Avstralija (ARIA)                   | 99      |
| 1989 | Velika Britanija (UK Singles Chart) | 21      |